# Титувенайское апилинкское староство
Титувенайское апилинкское староство (лит. Tytuvėnų apylinkių seniūnija) — одно из 11 староств Кельмеского района, Шяуляйского уезда Литвы. Административный центр — город Титувенай.

## География
Расположено на Восточно-Жемайтском плато Жемайтской возвышенности, в центрально-западной части Литвы, на востоке Кельмеского района.
Граничит с Кукячяйским и Лёляйским староствами на западе, Титувенайским — окружая его, Бубяйским и Шяуляйским сельским староствами Шяуляйского района — на севере, Тируляйским, Шяуленайским и Шаукотским староствами Радвилишкского района, а также Шилувским староством Расейняйского района — на юге.

## Население
Титувенайское апилинкское староство включает в себя 103 деревни, 7 хуторов и 3 населённых пункта при железнодорожной станции (лит. geležinkelio stoties gyvenvietė).